# 마이클 스툴바그
마이클 스툴바그(Michael Stuhlbarg, 1968년 7월 5일 ~ )는 미국의 배우이다. 2005년 마틴 맥도나의 《The Pillowman》으로 브로드웨이 연극에 데뷔하면서 그해 제50회 드라마 데스크상 남우주연상을 탔으며 제59회 토니상 후보에 올랐다.
《시리어스 맨》(2009)으로 2009년 제67회 골든 글로브상 뮤지컬·코미디 영화 부문 남우주연상 후보에 지명되었다. 텔레비전 분야에서는 훌루 《루밍 타워》(2018)와 《돕식: 약물의 늪》(2021)으로 프라임타임 에미상 미니시리즈 부문 남우조연상 후보에 두 차례 올랐다.

## 출연 작품

### 영화
- 시리어스 맨 (2009)
- 휴고 (2011)
- 링컨 (2012)
- 히치콕 (2012)
- 맨 인 블랙 3 (2012)
- 블루 재스민 (2013)
- 세기의 매치 (2014)
- 스티브 잡스 (2015)
- 트럼보 (2015) - 에드워드 G. 로빈슨 역
- 컨택트 (2016) - 에이전트 핼펀 역
- 미스 슬로운 (2016)
- 닥터 스트레인지 (2016) - 니커디머스 웨스트
  - 닥터 스트레인지: 대혼돈의 멀티버스 (2022)
- 콜 미 바이 유어 네임 (2017) - 펄먼 역
- 더 포스트 (2017) - 로즌솔 역
- 셰이프 오브 워터: 사랑의 모양 (2017) - 호프 스테틀러 박사 역
- 셜리 (2020)
- 본즈 & 올 (2022) - 제이크 역
- 인스티게이터 (2024) - 베세가이 역
- 아마추어 (2025) - 쉴러 역
- Gore (미정)

### 텔레비전
- 보드워크 엠파이어 (2010-13)
- 파고 (2017)
- 루밍 타워 (2018)
- 돕식: 약물의 늪 (2021)
- 스테어케이스 (2022)